# Marie-Josine Vanderperren
Marie-Josine Vanderperren, née le 29 octobre 1814 à Bruxelles, est une mezzo-soprano belge.

## Biographie
Née le 29 octobre 1814 à Bruxelles, Marie-Josine Vanderperren est la fille de Ferdinand Vanderperren, marchand tapissier, et de Jeanne Catherine Vliegen. Elle épouse en 1836 le pianiste d'origine polonaise Henri-Louis-Stanislas Mortier de Fontaine.
Le 24 avril 1842, dans la salle du Conservatoire de Paris, le couple organise et finance un concert, où Berlioz dirige des œuvres d'Arcadelt, Mozart, Beethoven et le Concerto pour piano no 1 de Mendelssohn. Marie-Josine Vanderperren y donne la première audition publique de la mélodie Absence, des Nuits d'été de Berlioz, dans sa version pour chant et piano publiée en septembre 1841.
Tandis que son mari connaît le succès lors de ses concerts à Berlin, Leipzig et à Dresde en 1843 et 1844, sa vie conjugale est insatisfaisante et aboutit à un divorce prononcé en Suisse.